# Хэннань
Хэнна́нь (кит. упр. 衡南, пиньинь Héngnán, буквально: «южная часть уезда Хэнъян») — уезд городского округа Хэнъян провинции Хунань (КНР).

## История
Когда в 202 году до н. э. образовалась империя Хань, здесь был создан уезд Чэнъян (承阳县). В 114 году до н. э. он был по реке Чжэншуй разделён на два уезда, и уезд, оказавшийся к югу от реки, получил название Чжунъу (钟武县). Впоследствии уезды стали удельными владениями, и Чэнъян был переименован в Чжэнъян (蒸阳), а Чжунъу — в Чунъань (重安). В 128 году из части земель уездов Чжэнъян и Бисянь был создан уезд Линьчжэн (临蒸县). В эпоху Троецарствия уделы были ликвидированы, и эти административные единицы снова стали уездами. Во времена империи Цзинь уезд Чжэнъян был в 395 году присоединён к уезду Чунъань. В бурную эпоху Южных и Северных династий уезды вновь становились удельными владениями, а затем возвращали себе статус уездов.
После объединения китайских земель в империю Суй из уезда Линьчжэн в 589 году был выделен уезд Синьчэн (新城县). В 589 году уезды Линьчэн, Чунъань и Синьчэн были объединены в уезд Хэнъян, ставший местом пребывания властей новой Хэнчжоуской области (衡州).
После смены империи Суй на империю Тан уезд Хэнъян был в 521 году вновь разделён на три исходных уезда. В 624 году уезды Синьчэн и Чунъань были присоединены к уезду Линьчжэн. В 732 году уезд Линьчжэн был вновь переименован в Хэнъян.
Во времена монгольской империи Юань юго-восточная часть уезда Хэнъян была в 1337 году вновь выделена в уезд Синьчэн. После свержения власти монголов и образования империи Мин уезд Синьчэн был в 1377 году вновь присоединён к уезду Хэнъян.
Во времена империи Цин в 1756 году из-за сложностей управления столь густонаселённым уездом, лежащим на перекрёстке транспортных путей, юго-восточная часть уезда была вновь выделена в отдельный уезд, получивший на этот раз название Цинцюань (清泉县). После Синьхайской революции оба уезда были в 1912 году вновь слиты в единый уезд Хэнъян.
В 1942 году урбанизированная часть уезда Хэнъян была выделена в отдельный город Хэнъян.
После образования КНР в 1949 году был создан Специальный район Хэнъян (衡阳专区), и уезд вошёл в его состав. В апреле 1952 года юго-восточная часть уезда Хэнъян была вновь выделена в отдельный уезд, получивший на этот раз название Хэннань, а в октябре того же года Специальный район Хэнъян был расформирован, и его административные единицы перешли в состав новой структуры — Сяннаньского административного района (湘南行政区). В 1954 году Сяннаньский административный район был упразднён, и был вновь образован Специальный район Хэнъян.
В 1970 году Специальный район Хэнъян был переименован в Округ Хэнъян (衡阳地区).
Постановлением Госсовета КНР от 8 февраля 1983 года был расформирован округ Хэнъян, его административные единицы перешли под юрисдикцию властей города Хэнъян, превратившегося таким образом в городской округ.

## Административное деление
Уезд делится на 21 посёлок и 1 волость.